# Vindsvåning

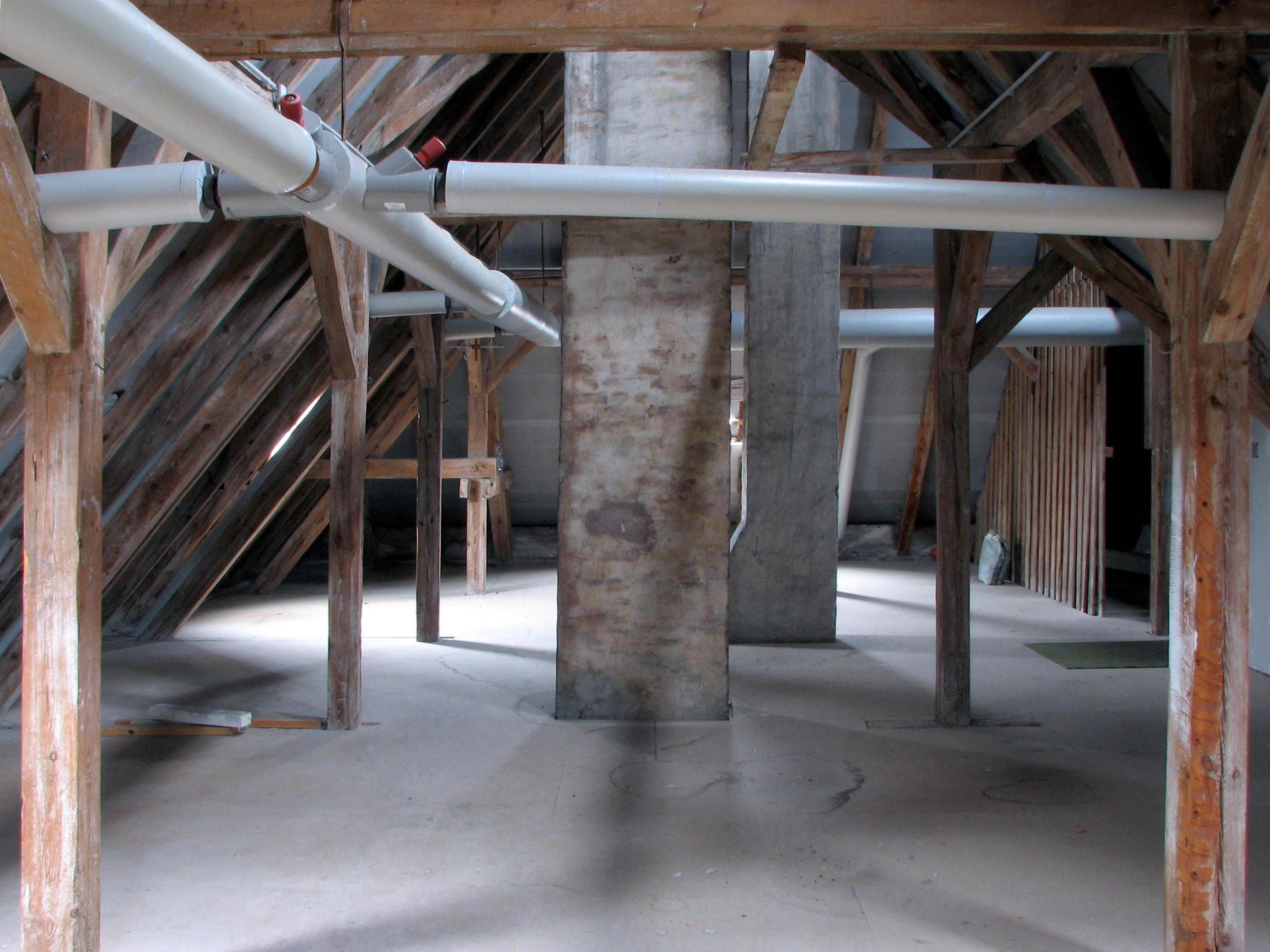
En oinredd vind.

Vindsvåning, i vardagligt tal kallad vind, är den del av ett hus som ligger precis under husets yttertak. Vindens väggar är delvis en undre del av hustaket. Vissa vindsvåningar är inredda rum och lägenheter, andra är enbart förråd. Det kan också röra sig om små loft dit bara sotaren går.
Man skiljer mellan två huvudtyper av vindsutrymmen: kalluftsventilerade  och uppvärmda. Kalluftsventilerade vindsutrymmen saknar uppvärmning och är helt eller delvis isolerade mot boendeytan, det vill säga hela eller delar av isoleringen sitter i vindsbjälklaget. Uppvärmda vindsutrymmen som har utanpåliggande isolering och hålls varmare än omgivningen. 

## Fuktskador
Kallvindar är fuktkänsliga, dels som en följd av läckande varm luft med högre fuktinnehåll från utrummen under vinden. Fukt i luften som kommer till vinden från utifrån genom ventilation, luften kondenserar på vinden vid ogynnsamma omständigheter. Skilda undersökningar pekar på att ca två tredjedelar av alla kalluftsventilerade vindsutrymmen redan har mikrobiell påväxt (till exempel mögel)  
Eftersom mögelsporer och mögelgifter sprider sig lätt bidrar detta ofta till sjuka-hus-syndrom.
För ej uppvärmda vindsutrymmen bidrar uppvärmning till att minska fuktproblem vilket gör att skadefrekvensen är väsentligt lägre än för ventilerade med luft utifrån. 
Fukt kan komma från kondens i ventilationsluften utifrån, läckage av regnvatten genom taket och luftläckage från våningen under. Varm luft som läcker upp kommer vintertid att kondensera i det kallare vindsutrymmet.  
För att åtgärda problem tätas eventuella läckage. För att förhindra kondensation av ventilationsluft utifrån kan antingen yttertaket isoleras, en begränsad värmeisolering får en tillräcklig bestående effekt. Vid nybyggnad eller annan större renovering är det enkelt att lägga isoleringen på takets utsida under taktäckningen. Det finns även vindsavfuktare som styr ventilationen på så sätt att det endast ventileras in luft på vinden då det är torrare utanför än på vinden; värme tillförs av systemet då det finns risk att mögel- eller rötsvampar.

## Åtgärder
För att undvika framtida problem med fukt och senare mögel har Statens provningsanstalt sammanställt följande åtgärder  som kan ha en effekt på kallvinden.

## Inredd vind
Om vindsvåningen inreds till bostads- eller kontorsutrymme, kallas det ofta fortfarande för vindsvåning, trots att det inte längre utgör byggnadens vind. En något mer korrekt benämning är i så fall takvåning.